# I'm the Slime
I'm the Slime es un sencillo de 1973 de Frank Zappa and The Mothers del álbum Over-Nite Sensation. Diferentes versiones en vivo se pueden encontrar en Zappa in New York y You Can not Do That en Stage Anymore, Vol. 1 cuya versión se realizó en la misma noche que la mayoría de Roxy and Elsewhere. "I'm the Slime" y su versión b-side de Montana fueron incluidos en Strictly Commercial. Se tocó en concierto en las giras de 1973 a 1977 y 1984.

## Letras y significado
La canción contiene dos partes; la primera parte es una adivinanza de insultos en la forma de "¿qué soy?"

" Soy bruto y pervertido. Soy obsesionado y degenerado. He existido durante años, pero muy poco ha cambiado. Soy la herramienta del gobierno y la industria también, para los que estoy destinado a gobernar y regularte. Puedo ser vil y pernicioso, pero no puedes mirar fuera. Hago que pienses que soy delicioso, con el material que digo. Soy lo mejor que puedes conseguir. ¿Me adivinas yá?

La segunda parte habla de los males de la respuesta a la adivinanza, las varias cosas vistas en televisivón.

## Ike y Tina Turner
Para la grabación de esta canción (y la mayoría de Overnite Sensation), Zappa utilizó Bolic Studios de Ike Turner en L.A. Por virtud de este arreglo, Turner ofreció el uso de las Ikettes (incluyendo la entonces mujer de Ike, Tina Turner) para cantar los coros de voces en varias canciones de Over-Nite Sensation, incluyendo "I'm the smile ". Ike Turner insistió en que Zappa sólo pagara a las Ikettes 25 $ por canción, a lo que sólo accedió a regañadientes. Después de oír una de las grabaciones en el estudio, Ike, exclamó "¿Qué es esta mierda?" Y más tarde insistió en que Tina y las Ikettes no aparecieran en los créditos del álbum.

## Saturday Night Live
Zappa interpretó "I'm the smile", así como "Purple Lagoon", y "Peaches en Regalia" en sus primeras dos apariciones en Saturday Night Live. El presentador de NBC, Don Pardo fue utilizado para su entrega distintiva para el segundo movimiento, (o sección B) de "I'm the smile".  Zappa describió esto como el "punto destacado de su [Don Pardo] carrera." Pardo actuó en el Paladium, en Nueva York en diciembre de 1976 en  " I'm the smile ", y partes de "Punky's Whips" y "The Illinois Enema Bandit", documentado en Zappa in New York.

## Lista de canciones
7"
A."I'm The Slime" - 3:08 4:39
B."Montana" - 4:39

## 40 Aniversario
El sencillo fue reeditado para celebrar su 40 aniversario, como parte de Record Store Day de 2013. Fue publicado en vinilo verde transparente, con líneas de humo azul, limitada a 3000 copias en todo el mundo. El vinilo estuvo cortado de los masters originales, y todo beneficio fue a la fundación Frank Zappa.

## Versiones
Una versión de esta canción fue grabada por Arjen Anthony Lucassen y su hermano Gjalt para el álbum de 2012 álbum Lost in the New Real. Pero Lucassen reemplazó “la televisión puesta” con “Internet” en su versión.
La banda de música industrial KMFDM incluyó las letras en su canción UAIOE de su álbum de 1989 del mismo nombre.
En su álbum en vivo de 2004, Chancho 6, la banda de funk rock chilena Chancho en Piedra incorporó el riff principal de I'm the Slime de Zappa en la introducción de su canción llamada "Solo contra el mundo".